# Corpinnat

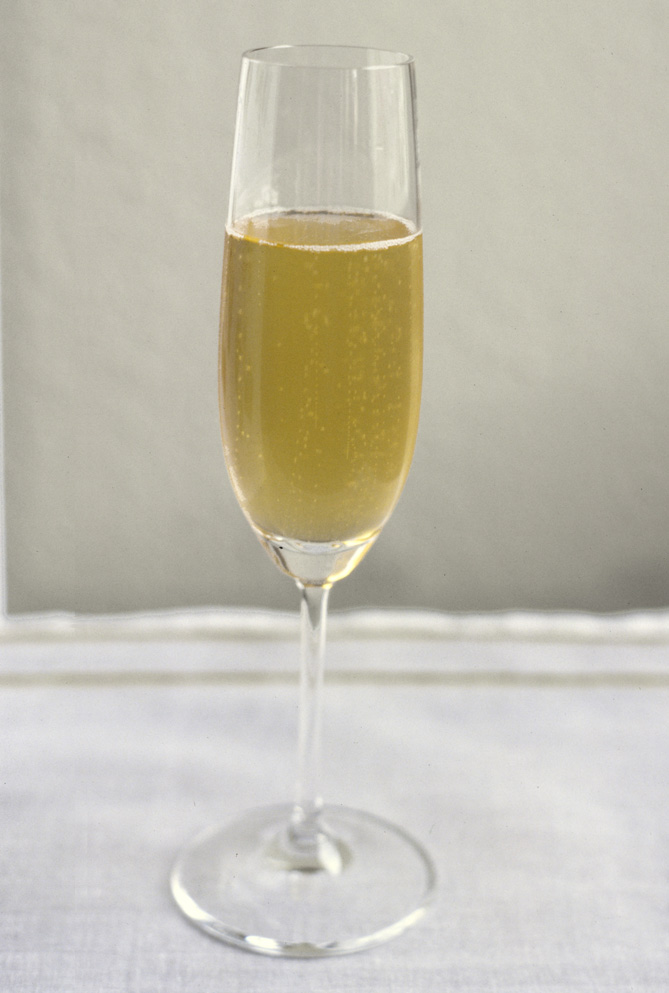
Copa de champán con vino espumante.

Corpinnat es una marca colectiva de la Unión Europea creada por la Asociación de Viticultores y Elaborador Corpinnat (AVEC), en abril de 2018. La marca reúne bodegas productoras de vinos espumosos de calidad y nació para distinguir los espumosos elaborados por método tradicional en el corazón del Penedés. Los fundadores quieren diferenciarse de los productos de masa y promover la viticultura sostenible con variedades autóctonas.

## Historia
A las seis bodegas fundadoras se añadieron además Mas Candí, Huguet-Can Feixes, Júlia Bernet y Can Descregut y decidieron en enero de 2019 abandonar la denominación de origen Cava. Colaboran con la Denominación de Origen Penedés, desde la sección de espumosos "Clásico Penedès", por una nueva denominación de origen de vinos espumosos del Penedés. Se distanciaron de la política de bajo precios de los tres grandes grupos del cava industrial, que «pone en peligro el futuro de cientos de familias y del territorio».
Las 11 bodegas representadas por esta marca facturaron en 2022 cerca de 26 millones de euros, comercializando, 2,43 millones de botellas.

## Criterio
El uso de la marca Corpinnat se circunscribe a bodegas elaboradoras de vino espumoso que cultivan los viñedos dentro de la delimitación territorial establecida por la AVEC y que cumplen los compromisos por razón social recogidos en el reglamento de uso:
- Cosecha manual.
- Viticultura ecológica certificada por el Consejo Catalán de la Producción Agraria Ecológica.
- Utilización de variedades históricas de la región vitivinícola del Penedés.
- Vinificación íntegra en la propiedad.
- Crianzas en botella superiores a 18 meses.
- Contratos de larga duración y precio mínimo garantizado al viticultor para las bodegas que adquieran uva a terceros.

El reglamento de uso de Corpinnat delimita la producción de los vinos espumosos un territorio que abarca una superficie de 997 kilómetros cuadrados y que incluye 46 municipios de las siguientes comarcas: Alto Panadés, Bajo Panadés, Garraf. Alto Campo, Tarragonés, Bajo Llobregat y Noya.